# Polydora pygidialis
Polydora pygidialis är en ringmaskart som beskrevs av Blake och Woodwick 1972. Polydora pygidialis ingår i släktet Polydora och familjen Spionidae. Inga underarter finns listade i Catalogue of Life.